# Splatterpunk
 (janvier 2018).
Si vous disposez d'ouvrages ou d'articles de référence ou si vous connaissez des sites web de qualité traitant du thème abordé ici, merci de compléter l'article en donnant les références utiles à sa vérifiabilité et en les liant à la section « Notes et références ».
Le Splatterpunk (de splatter : éclaboussure/éclabousser et punk) est un mouvement de l'horreur fictionnelle qui se distingue par son côté très graphique, souvent gore, des descriptions de violence, un aspect contre-culturel (via le punk), et l'absence de limites dans la description de l'horreur.
Le terme splatterpunk fut forgé par l'écrivain et critique David J. Schow en 1986 lors de la Douzième Convention Mondiale de la Fantasy à Providence, Rhode Island, pour désigner un courant littéraire inspiré par le mouvement punk (à l'instar du cyberpunk et du steampunk). Le Splatterpunk est vu comme une révolte contre l'horreur "traditionnelle" plus suggestive. Le Splatterpunk a été défini comme un genre littéraire caractérisé par la description de scènes très visuelles  et extrêmemement gore. Les auteurs qu'on peut rattacher à ce courant (dont les plus connus sont Clive Barker, Jack Ketchum, John Shirley, John Skipp, Craig Spector, ainsi que Poppy Z. Brite ou Richard Christian Matheson) ont en effet cherché à renouveler le genre fantastique et l'horreur en s'inspirant de l'esprit nihiliste et réaliste du punk pour détourner les clichés du genre : scènes de violence crues ; personnages déjantés ou asociaux, plus antihéros que héros ; méchants plus réalistes, sociopathes plus que simplement malfaisants.
En France, l'auteur Morgane Caussarieu (Dans les veines) reprend les codes du splatterpunk.